# Meireki
Meireki (japanska: 明暦?, meireki), 13 april 1655–23 juli 1658, är en kort period i den japanska tideräkningen som inleds med att kejsar Go-Sai bestiger tronen. Förberedelser lär dock redan ha påbörjats för att inleda en ny period, efter en palatsbrand ett år tidigare.
Namnet på perioden kommer från två citat ur Hanshu respektive Hou Hanshu, två av de 24 historieverken.